# Cerithiopsis pulcherrima
Cerithiopsis pulcherrima is een slakkensoort uit de familie van de Cerithiopsidae. De wetenschappelijke naam van de soort is voor het eerst geldig gepubliceerd in 1896 door Melvill.